# Austronomus australis
Tadarida australis — вид кажанів родини молосових.

## Середовище проживання
Цей вид є ендеміком Австралії, що мешкає в південній та центральній Австралії. Відоме проживання від рівня моря до 1400 м, в штаті Вікторія принаймні. Живе в найрізноманітніших середовищах існування, в тому числі в міських районах. 

## Стиль життя
Лаштує сідала невеликими групами в западинах дерев, будівлях і аналогічних місцях проживання. Материнські колонії можуть складатися з кількох сотень тварин. Самиці народжують одне маля. Вид рухається на північ взимку.